# Augusta Gori
Augusta Gori (Milano, 21 ottobre 1959 – Londa, 17 marzo 2025) è stata un'attrice italiana.

## Biografia
Augusta Gori fu principalmente attiva a teatro ma ha partecipato anche ad alcune pellicole cinematografiche e a trasmissioni televisive. Proprio in tv si è fatta conoscere dai più piccoli nel programma L'albero azzurro, in onda prima su Rai 1 e poi su Rai 2, nel quale è stata tra i protagonisti dal 1994 al 2001 interpretando inizialmente il personaggio di Lavinia e successivamente quello di Augusta al fianco di Carlo Rossi e del pupazzo Dodò.
Si è diplomata come attrice alla "Civica Scuola d'Arte Drammatica Piccolo Teatro di Milano" nel Giugno 1980 con uno spettacolo su Cechov e Majakovsky per la regia di Carlo Cecchi. Negli anni ottanta lavora nella compagnia "Il Granteatro" per gli spettacoli Anfitrione di Molière, nel ruolo di Alcmena, e L'uomo, la bestia e la virtù di Luigi Pirandello, nei ruoli di Grazia e Rosaria, il cui regista di entrambi è ancora Cecchi. Successivamente entra nella compagnia "Anna Proclemer" per interpretare La Lupa di Giovanni Verga, regia di Lamberto Puggelli, nel ruolo della comare Lia; poi fa la comparsa nella compagnia "De Filippo" per La donna è mobile, regia di Eduardo De Filippo. Lavora nella compagnia "Teatro dell'Elfo" per il musical Sogni di una notte di mezza estate, per la regia di Gabriele Salvatores, nei ruoli di Ippolita, Miss Starveling e Mustard Seed. Salvatores la sceglie anche per il ruolo di Ermia in Sogno di una notte di mezza estate, film che ha vinto un premio speciale della giuria della sezione De Sica alla XL Mostra del Cinema di Venezia ed è stato anche premiato al Festival di San Sebastian. In seguito è Kitty Franklin, protagonista di Hellzapoppin, musical tratto dal film, il cui regista è ancora una volta Salvatores, per la stessa compagnia "Teatro dell'Elfo".
Altri lavori teatrali: il ruolo di Ida ne La commedia della seduzione di A. Schnitzler, regia di L. Ronconi; il personaggio di Ero in Molto rumore per nulla di W. Shakespeare, regia di S. Sequi (nella compagnia "Moriconi"); ed entra nei panni della protagonista Marlene in Top Girls di C. Churchill, per la regia di M. Bianchi al "Teatro di Porta Romana". 
Il 1986 è l'anno in cui comincia ad insegnare teatro al Centro Teatro Attivo di Milano e a partecipare a trasmissioni Rai: Atelier, sceneggiato in otto puntate per la regia di V. Molinari; vari sceneggiati radiofonici tra cui Lucrezia Borgia; Saman, tre film tv per la regia di G. Tosi, nel ruolo di Chicca Roveri Rostagno.
Nel 1999 è al "Teatro San Carlo" di Napoli come voce narrante de I Cantori di Brema, di Gaetano Panariello, e l'anno successivo è allo stesso teatro con Viva Verdi, concerto per raccontare il compositore ai bambini.
Tra il 2001 e il 2002 è al "Teatro dell'Archinvolto" con La casa di Augusta, da lei scritto e interpretato, per la regia di G. Scaramuzzino, e con il collega de L'albero azzurro Carlo Rossi al "Teatro Fraschini" di Pavia per Pierino e il Lupo. È poi al "Teatro della Scala" con Bambini andiamo alla Scala!, progetto e realizzazione di tre eventi: La Storia del Teatro, Il barbiere di Siviglia e Rigoletto.
È regista e autrice de Le favole di Esopo alla "Civica Banda" di Padova nel 2005.
Tiene regolarmente laboratori di teatro applicato alla didattica alla Università Bicocca di Milano, Scienza della Formazione. E' formatrice e coach in Public Speaking and Presentation Skills per innumerevoli società come Pirelli, Manzoni Pubblicità, Creative Academy ed altri. Nel 2017 è chiamata da Donatella Brunazzi a creare per il Museo Teatrale alla Scala i laboratori per avvicinare i bambini al Teatro più famoso del mondo. Per la Società del Quartetto realizza Pierino e il Lupo (2018) e Pinocchio (2019).

## Filmografia
- 1983 - Sogno di una notte d'estate, regia di Gabriele Salvatores
- 1996 - Luna e l'altra, regia di Maurizio Nichetti

## Teatro
- Teatro Metastasio, Prato, stagione 1984-1985 - La commedia della seduzione, di Arthur Schnitzler, regia di Luca Ronconi[3]

## Discografia
- 2000 - Il disco di Augusta (Sugar Music)
- 2000 - Canta e gioca con me (Sugar Music)

## Libri
- 2002 - Invento e gioco con Augusta, libro di filastrocche e manualità (Edicart Edizioni)